# Zamia fischeri
Zamia fischeri är en kärlväxtart som beskrevs av Friedrich Anton Wilhelm Miquel. Zamia fischeri ingår i släktet Zamia och familjen Zamiaceae. IUCN kategoriserar arten globalt som starkt hotad. Inga underarter finns listade i Catalogue of Life.

## Bildgalleri

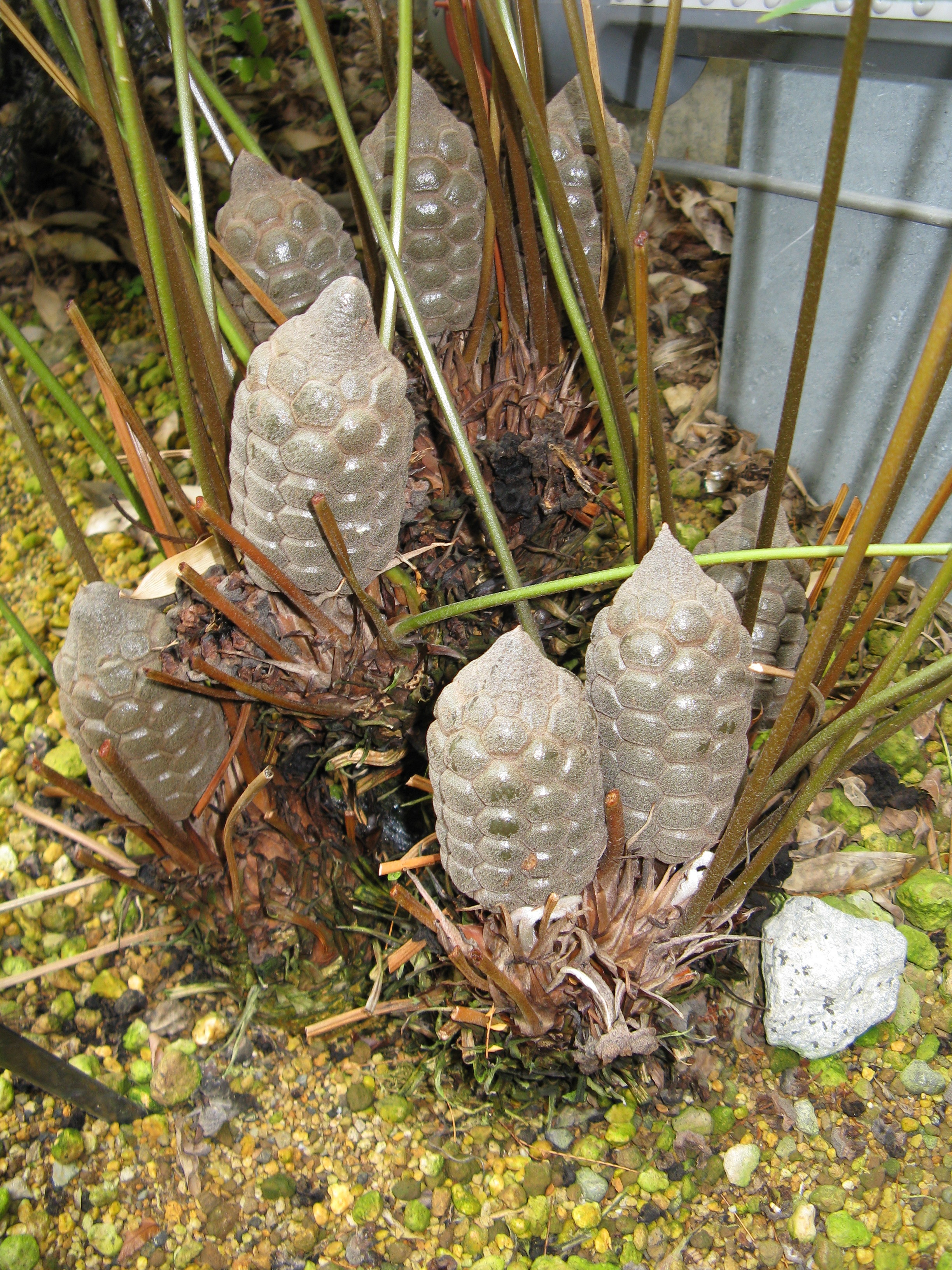